# Dragan Đukić
 (décembre 2017).
Si vous disposez d'ouvrages ou d'articles de référence ou si vous connaissez des sites web de qualité traitant du thème abordé ici, merci de compléter l'article en donnant les références utiles à sa vérifiabilité et en les liant à la section « Notes et références ».
Dragan Đukić, né le 9 août 1962 à Aranđelovac (ex-Yougoslavie, actuelle Serbie), est un entraîneur serbe de handball.

## Parcours d'entraîneur
| Période         | Équipe                   |
| --------------- | ------------------------ |
| 1986-1993       | RK Župa Aleksandrovac    |
| 1987-1993       | / Serbie U18             |
| 1993-1994       | Metaloplastika Šabac     |
| 1993-1995       | RF Yougoslavie U18       |
| 1994-1995       | RK Župa Aleksandrovac    |
| 1995-1997       | RK Kolubara Lazarevac    |
| 1995-2001       | Serbie U20               |
| 1997-1998       | ŽRK Napredak Kruševac    |
| 1998-1999       | RK Sever Subotica        |
| 1999-2000       | Étoile rouge de Belgrade |
| 2000            | Jordanie                 |
| 2000-2003       | SC Pick Szeged           |
| 2003-2005       | RK Vardar Skopje         |
| 2003-2004       | Macédoine                |
| 2005-2006       | Madeira Andebol SAD      |
| 2006-2008       | Suisse                   |
| 2009-2012       | Grande-Bretagne          |
| 2009-2010       | Pick Szeged              |
| 2012-?          | Israël                   |
| 2016-2017       | Maccabi Tel-Aviv         |
| 11/2016-07/2018 | Monténégro               |
| 2017-01/2018    | HC Odorheiu Secuiesc     |
| 10/2018-05/2019 | CSM Bucarest             |